# Let Eastwind Airlines 517
Dne 9. června 1996 dočasně ztratila posádka letu Eastwind Airlines 517 při cestě z New Jersey, Spojené státy do Virginie, Spojené státy kontrolu nad letadlem Boeing 737-200 z důvodu technické závady na směrovce. Posádka byla schopna nad letadlem znovu získat kontrolu a úspěšně přistát. Jedna osoba na palubě byla zraněna.
Let 517 byl podstatným pro vyřešení problému letounu Boeing 737 se směrovkami, které předtím způsobily dvě fatální nehody. Let 517 byl první, kterému se tyto problémy přihodily, a kterému se zároveň podařilo bezpečně přistát, což vyšetřovatelům dovolilo studovat nepoškozené letadlo a provést rozhovory s piloty.

## Pozadí
Dne 3. března 1991 se začal let United Airlines 585 obsluhované rovněž letadlem typu Boeing 737-300 při pokusu o přistání do Colorado Springs, Colorado točit doprava. Kvůli této rotaci letadlo havarovalo. Nehodu nepřežil nikdo z 25 lidí na palubě. Národní rada pro bezpečnost dopravy (NTSB) nehodu podrobně vyšetřili. Ačkoliv podezírali problémy se směrovkou, nemohli tuto teorii plně ověřit, protože komponenty směrovky byly příliš poškozené. Jako důsledek toho NTSB nebyla schopna přesně určit příčinu nehody.
Dne 8. září 1994 se let USAir 427, rovněž obsluhovaný Boeingem 737-300, náhle začal točit na levou stranu při přistávání na mezinárodním letišti v Pittsburghu, což skončilo nehodou velmi podobnou výše zmíněnému letu 585. Při nehodě zemřeli všichni lidé na palubě.

## Informace o letu
Let 517 byl pravidelným letem společnosti Eastwind Airlines z letiště Trenton–Mercer v Trentonu, New Jersey, Spojené státy do mezinárodního letiště v Richmondu, Virginie, Spojené státy. Let obsluhovalo letadlo typu Boeing 737-200 (imatrikulace N221US). V den incidentu letadlo pilotoval kapitán Brian Bishop a první důstojník Spencer Griffin. Na palubě bylo celkem 53 lidí.

## Incident
Let 517 z Trentonu odletěl bez jakéhokoliv problému, a během cesty k Richmondu nezaznamenal žádné turbulence či neobvyklé počasí. Při příletu k mezinárodnímu letišti v Richmondu kapitán ve výšce 5 000 stop pocítil náraz na pravém pedálu směrovky. Zhruba ve stejnou dobu uslyšela letuška, která se v době incidentu pohybovala na zádi letadla, hlasitou ránu. Při klesání do výšky 4000 stop najednou kapitán nad směrovkou ztratil kontrolu, a letadlo se ostře otočilo doprava.
Při pokusu o získání kontroly nad letadlem se kapitán pokusil směrovku posunout zcela doleva, směrovka se ovšem pohybovala velmi ztuha. Kapitán letadla poté v pokusu o zabránění rotaci použil levá křidélka a zvýšil množství paliva dodávané pravému motoru. Letadlo se dočasně stabilizovalo, a poté se začalo znovu otáčet. Posádka provedla nutné kroky podle předpisu pro nouzové situace, a znovu se pokusila získat nad letadlem kontrolu. Po několika vteřinách se jim to znovu podařilo. Letadlo po zbytek letu fungovalo normálně.
Letadlo bylo incidentem nepoškozené, jedna letuška utrpěla mírná zranění. Při incidentu nebyl zraněn žádný další pasažér ani člen posádky.

## Vyšetřování a následky
NTSB incident vyšetřovala se zvláštním důrazem na to zjistit, zda tento incident souvisí s předchozími nehodami letadel Boeing 737. 
Během vyšetřování NTSB zjistila, že i před tímto incidentem některé posádky hlásily události související se směrovkou, včetně abnormálních nárazů pedálů směrovky nebo její nevyžádaný pohyb.
Vyšetřovatelé z NTSB vyslechli piloty letu 517, a odebrali komponenty směrovky pro pozdější analýzu. To pomohlo odhalit přesnou příčinu předchozích nehod letu United Airlines 585, a USAir 427. NTSB uzavřela, že všechny tři tyto incidenty se dají vysvětlit pouze chybou pilota nebo závadou na směrovce, a na částečně i na základě výslechů pilotů letu 517 uzavřeli, že závada na směrovce pravděpodobně způsobila všechny tři nehody.
NTSB také zjistila, že na rozdíl od předchozích nehod společností United Airlines nebo USAir, problém letu 517 nastal dříve při přípravě na přistání, a tedy při vyšší rychlosti. To mělo za následek rychlejší pohyb vzduchu kolem řídících povrchů letadla, což pilotům umožnilo překonat točení vyvolané směrovkou.